# Mahdi Sohrabi
Mahdi Sohrabi (Perzisch: مهدی سهرابی; Zanjan, 12 oktober 1981) is een Iraans professioneel wielrenner. Tot en met 2011 was Mahdi een erg succesvol renner in de Aziatische circuits; zo won hij in 2011 27 koersen. In 2012 maakte hij deel uit van de UCI World Tour, vanwege het contract dat hij tekende met Lotto-Belisol.

## Belangrijkste overwinningen
2005
4e etappe Ronde van Kerman
6e etappe Ronde van Azerbeidzjan
 Iraans kampioen tijdrijden, Elite
 Iraans kampioen op de weg, Elite
5e etappe Ronde van Milad du Nour
2006
3e etappe Ronde van Milad du Nour
 Aziatisch kampioen op de weg, Elite
2007
Eindklassement Jelajah Malaysia
4e en 6e etappe Ronde van Kerman
1e etappe Ronde van Oost-Java
1e, 6e en 7e etappe Ronde van Milad du Nour
6e etappe Ronde van Hokkaido
2008
2e etappe Ronde van Iran
1e, 4e en 5e etappe Ronde van Azerbeidzjan
1e etappe Melaka Chief Minister Cup
Eindklassement Melaka Chief Minister Cup
2e en 3e etappe Ronde van Negri Sembilan
2009
2e etappe Jelajah Malaysia
 Iraans kampioen op de weg, Elite
2e en 4e etappe Ronde van Milad du Nour
Eindklassement Ronde van Milad du Nour
4e etappe Ronde van Azerbeidzjan
6e etappe Ronde van Indonesië
Eindklassement Ronde van Indonesië
2010
 Aziatisch kampioen op de weg, Elite
 Iraans kampioen op de weg, Elite
6e en 9e etappe Ronde van het Qinghaimeer
2011
1e, 2e, 3e, 4e en 5e etappe Kerman Tour
Eindklassement Kerman Tour
1e en 6e etappe Jelajah Malaysia
Eindklassement Jelajah Malaysia
2e etappe Ronde van Taiwan
Eindklassement Ronde van Azerbeidzjan
4e etappe Ronde van Iran
7e etappe Ronde van het Qinghaimeer
Eindklassement UCI Asia Tour
2013
3e etappe Ronde van de Filipijnen
7e etappe Ronde van Singkarak
2e en 5e etappe Ronde van Borneo
2014
4e etappe Tour de Banyuwangi Ijen
2016
 Iraans kampioen op de weg, Elite
2017
 Iraans kampioen op de weg, Elite
2019
 Iraans kampioen op de weg, Elite

## Resultaten in voornaamste wedstrijden
| Jaar |  | WK op de weg |
| ---- |  | ------------ |
| 2011 |  | 123e         |

## Ploegen
- 2005 –  Paykan
- 2007 –  Islamic Azad Univercity Cycling Team (vanaf 18-05)
- 2008 –  Islamic Azad Univercity Cycling Team (tot 31-05)
- 2009 –  Azad University Iran (tot 30-06)
- 2009 –  Tabriz Petrochemical Cycling Team (vanaf 01-07)
- 2010 –  Tabriz Petrochemical Cycling Team
- 2011 –  Tabriz Petrochemical Team
- 2012 –  Lotto-Belisol
- 2013 –  Tabriz Petrochemical Team
- 2014 –  Tabriz Petrochemical
- 2015 –  Tabriz Petrochemical Team
- 2016 –  Tabriz Shahrdari Team
- 2017 –  Pishgaman Cycling Club (vanaf 01-07)
- 2018 –  Pishgaman Cycling Club (vanaf 07-05)

Bak · Bille · Bulgaç · Cordeel · De Clercq · De Greef · Debusschere · Dehaes · Dockx · Greipel · Hansen · Henderson · Kaisen · Meersman · Neyens · Reynés · Robert · Roelandts · Sieberg · Sohrabi · Van der Sande · Van De Walle · D. Vanendert · J. Vanendert · van Leijen · Vangenechten · Wellens · Van den Broeck · Willems · Sprengers (stagiair) · Wippert (stagiair) 